# Batalla de Geisberg
La batalla de Geiseberg o de Wissembourg va tenir lloc del 26 a 27 de desembre de 1793 entre les tropes franceses de la primera república comandades pel general Lazare Hoche que venceren la coalició austro-prussiana del general Dagobert Sigmund von Wurmser. Això va succeir en el marc de la Guerra de la Primera Coalició de les guerres revolucionàries franceses. van combatre uns 35.000 efectius per cada bàndol i se'n desconeixen les baixes.
La victòria francesa va permetre que aquestes ocupessin la totalitat d'Alsàcia. També va significar que austríacs i prussians trenquessin les seves relacions tot culpant-se mútuament de la desfeta. El nom d'aquesta batalla està gravat a l'Arc de triomf de París.